# Megabalanus leganyii
Megabalanus leganyii is een zeepokkensoort uit de familie van de Balanidae. De wetenschappelijke naam van de soort is voor het eerst geldig gepubliceerd in 1950 door Kolosváry.